# Türkoba (Masallı)
Türkoba è un comune dell'Azerbaigian situato nel distretto di Masallı. Conta una popolazione di 2 700 abitanti.